# Crocodylus halli
Crocodylus halli (лат.) — вид крокодилов рода Crocodylus из семейства Crocodylidae. Эндемик Новой Гвинеи. Вид был назван в честь американского зоолога Филипа Холла (Philip Hall), который в опубликованной ещё в 1989 году статье заметил явные отличия крокодилов северной и южной частей Новой Гвинеи.

## Распространение
Южная часть острова Новая Гвинея (Папуа — Новая Гвинея, Западная провинция). Живые представители Crocodylus halli встречается в болотах, реках, озерах и иногда в устьях рек к югу от центрального нагорья Папуа-Новой Гвинеи, а также в одном из зоопарков города Сент-Огастин в штате Флорида (США). Три крокодила в зоологическом парке «Ферма аллигаторов св. Августина», которые ранее считались особями C. novaeguinae, на самом деле оказались новым видом.

## Описание
Длина более 3 м. Основные отличия от новогвинейских крокодилов находятся в пропорциях и строении черепов, которые исследовали на образцах из коллекции музея Филда. Самки выводят потомство в течение сезона дождей в Новой Гвинее (ноябрь — апрель), в отличие от C. novaeguineae, период размножения которого ближе к концу сухого сезона (июль — ноябрь). Кроме того, C. halli кладут яйца более крупные, чем C. novaeguineae.

## Систематика
Вид был впервые описан в 2019 году американскими герпетологами Кристофером Мюррэем (Christopher M. Murray), Питером Руссо (Peter Russo), Александром Зорилла (Alexander Zorrilla) и Кэлебом Макмэханом (Caleb D. McMahan) после изучения музейных коллекций. Crocodylus halli близок к новогвинейскому крокодилу (Crocodylus novaeguineae) и ранее считался его особой популяцией, но генетический анализ, а также анализ структуры черепа (верхней челюсти) и посткраниума подтвердили его статус как отдельного вида. Два вида, вероятно, разошлись за последние 3—8 миллионов лет, когда поднятие нагорья Новой Гвинеи создало барьер, который разделил их на отдельные популяции; из-за этого относительно недавнего расхождения анализ митохондриальной ДНК не выделяет две популяции как отдельные виды, хотя филогенетический анализ это делает. Несмотря на общее происхождение этих двух видов, генетический анализ показывает, что новогвинейский крокодил (Crocodylus novaeguineae) может быть более тесно связан с предполагаемым крокодилом Борнео (C. raninus), чем с крокодилом Crocodylus halli. Это может указывать на то, что C. novaeguinae и C. raninus дивергировали друг от друга даже более недавно, чем их предок от C. halli, или что образец C. raninus был фактически C. novaeguinae.